# 內政部戶政司
內政部戶政司（簡稱戶政司）是中華民國內政部下屬一個部屬業務機關。

## 歷史沿革
1931年12月12日，中華民國國民政府在南京公布《戶籍法》。中華民國於第二次世界大戰結束後接管臺灣，1946年國民政府在臺灣施行《戶籍法施行細則》，由民政機關主管戶籍登記業務。:71、74
1969年配合動員戡亂時期治安需要，試辦戶警合一制度，並於1973年正式將戶政業務劃歸警察機關主管。:761985年，政府進行戶政業務電腦化試辦階段，並持續至1992年。1992年7月1日因應動員戡亂終止，戶政業務復歸由民政單位掌理。:771993－1997年，戶政業務電腦化作業分為4年三階段推廣完成，最終於1997年9月30日完成全國連線作業。
2022年10月，駭客「OKE」公開出售部分中華民國國民户籍资料，並宣稱後者來自内政部户政司的户政数据系统，法務部調查局調查後於2023年2月表示資料並非由內政部外洩。

## 組織
- 司長
  - 副司長（司本部）
  - 專門委員（司本部）

行政業務單位
戶籍行政科
國籍行政科
戶口調查科
人口政策科
戶籍作業科
戶政人員培訓科
中部辦公室

## 外部連結
- （繁體中文）（英文）內政部戶政司全球資訊網（页面存档备份，存于）